# Kanselarij (Leeuwarden)
De Kanselarij is een monumentaal gebouw in Leeuwarden (Turfmarkt 13). Het behoort tot de belangrijkste en best bewaarde voorbeelden van niet-kerkelijke baksteengotiek in de noordelijke Nederlanden, met enkele renaissance toevoegingen.

## Geschiedenis
Het werd in de periode 1566-1571 gebouwd, waarschijnlijk op kosten van Filips II, als zetel van het Hof van Friesland. In 1814 werd de kanselarij als ziekenhuis ingericht. Van 1814 tot 1824 diende het gebouw als kazerne. Van 1824 tot 1892 was de kanselarij in gebruik als huis voor burgerlijke en militaire verzekering. In 1892 werd de kanselarij gerestaureerd onder leiding van de rijksbouwkundige Jacobus van Lokhorst. 
In 1897 werd in het gebouw de Provinciale Bibliotheek van Friesland (tot 1966) tezamen met het Rijksarchief en de Buma Bibliotheek (tot 1934) ondergebracht. Van 1979 tot de jaren 80 was het Fries Verzetsmuseum er gehuisvest. Tot 2013 was de kanselarij een van de gebouwen waarin het Fries Museum was gehuisvest. Na het vertrek van het museum en een verbouwing heeft de Kanselarij nieuwe huurders gekregen waaronder de Thorbecke Academie. De dependance van deze Academie huisvest een deel van het onderwijscurriculum van de opleiding bestuurskunde. 
In 2022 werd het gebouw voor het symbolische bedrag van een euro verkocht aan de Vereniging Hendrick de Keyser. Het gebouw blijft een ontmoetingsplek voor overheid, ondernemers en onderwijs. Tijdens de restauratie volgend op de koop van het pand, werden in een van de eikenhouten treden loden kogels gevonden. De eikenhouten trap met spil is het enige interieuronderdeel dat stamt uit de bouwtijd, dit werd bevestigd door dendrochronologisch onderzoek dat uitwees dat het hout omstreeks 1571 moet zijn gekapt.

## Bordes
In 1621 werd aan de kanselarij een bordes toegevoegd. Het draagt het Wapen van Friesland. Op het bordes staan vier stenen leeuwen. Deze leeuwen dragen de wapenschilden van de vier kwartieren van Friesland: Oostergo, Westergo, Zevenwouden en de Friese elf steden.

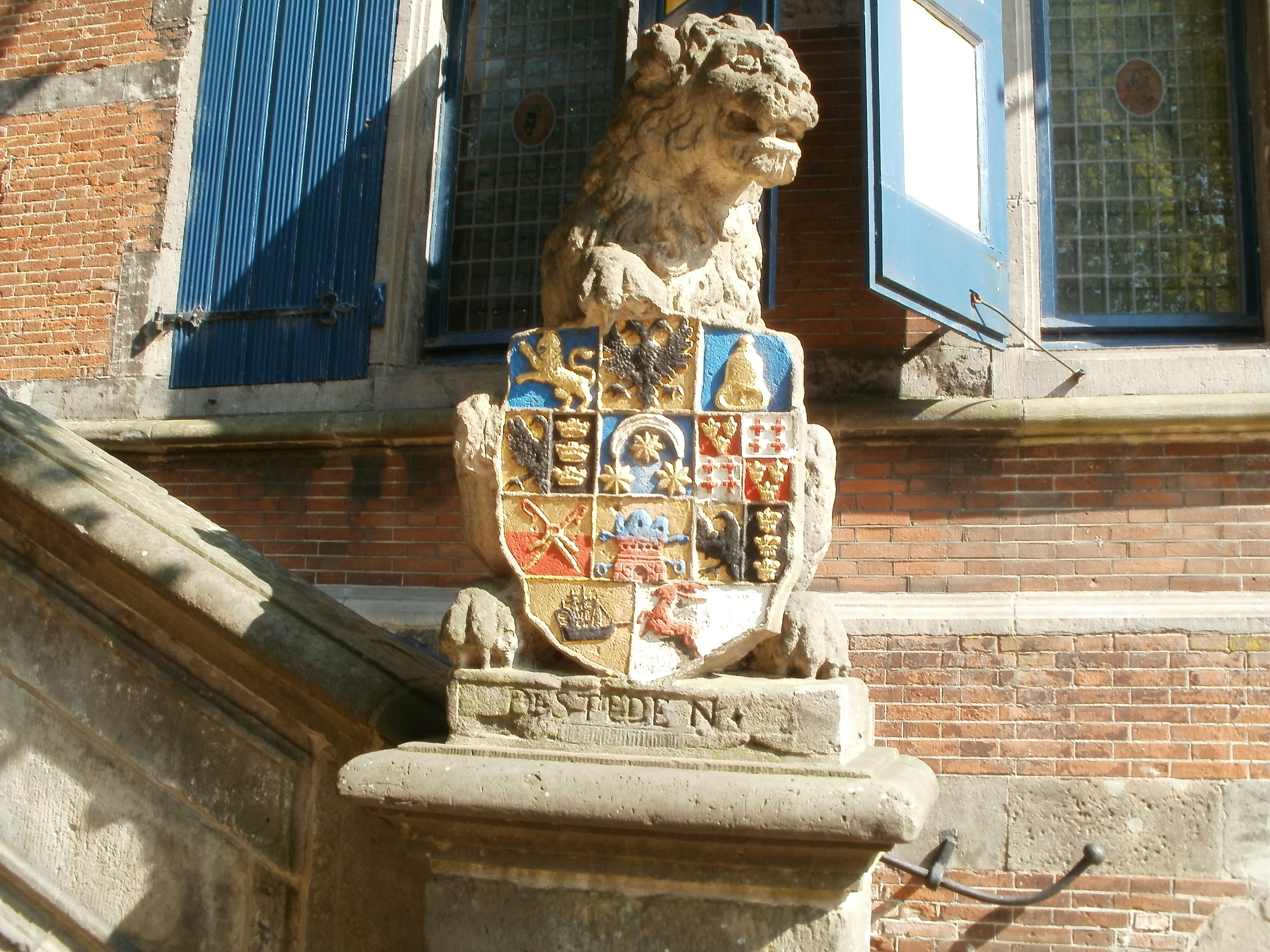
Wapen Stedenkwartier

## Beeldengroep gevel

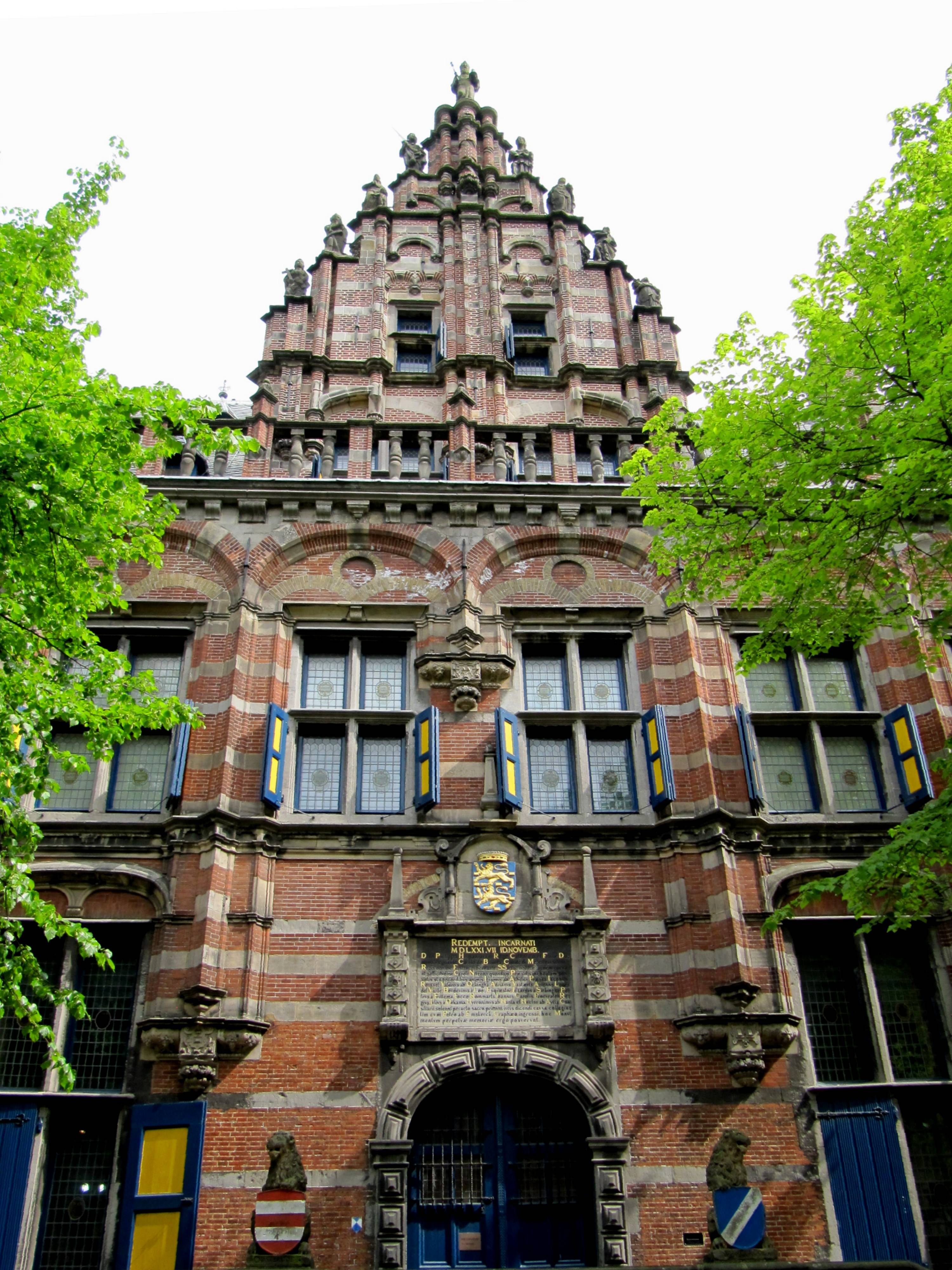
Gevel

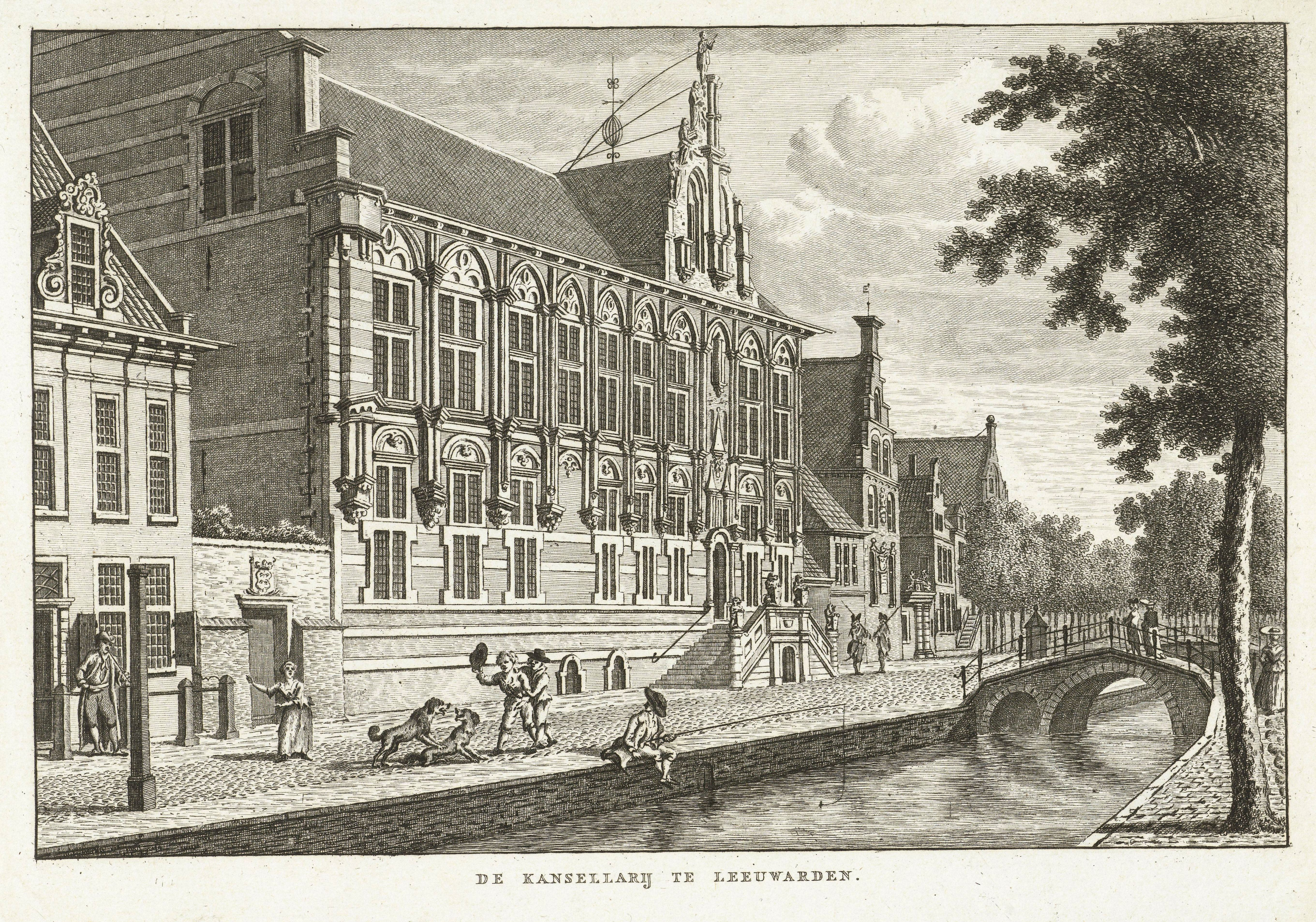
De Kanselarij in 1792

De kanselarij heeft een trapgevel met negen beelden. Het bovenste beeld, een mannenfiguur, stelt de goddelijke voorzienigheid (providentia Dei) voor. Dit beeld draagt een pauselijk tiara op het hoofd. In de linkerhand draagt het de rijksappel als machtsteken van Hem die regeert en in de rechterhand de scepter van het wereldbestuur. De andere acht beelden zijn vrouwenfiguren. Aan de linkerkant staan van boven naar beneden: gerechtigheid (iustitia), geblinddoekt met zwaard en weegschaal; naastenliefde (caritas) met kind; hoop (spes) met anker; geloof (fides) met kruis en boek. Aan de rechterkant staan van boven naar beneden: verstand (prudentia), met spiegel en slang; dapperheid (fortitudo); matigheid (temperantia), met kruik; eendrachtigheid (concordia), met hoorn des overvloeds.